# Gösser Open
Het Gösser Open is een golftoernooi van de Alps Tour. Het wordt altijd gespeeld op de baan van Golf Club Erzherzog Johann.
De eerste editie was in 1993 opgericht. In 2011 werd de 19de editie gespeeld en toen werd de naam van Marin Wiegele opgenomen in de titel van het toernooi. GC Erzherzog Johann is de baan waar Wiegele opgegroeid is. In Europa hebben enkele spelers van de Europese Tour een eigen toernooi, maar Wiegele was de eerste die zijn eigen toernooi won. In de Verenigde Staten won Tiger Woods drie keer een eigen toernooi 

## Winnaars
| Jaar                                    | Baan                | Winnaar               | Score       | Score       | Info               |
| Gösser Open                             | Gösser Open         | Gösser Open           | Gösser Open | Gösser Open | Gösser Open        |
| --------------------------------------- | ------------------- | --------------------- | ----------- | ----------- | ------------------ |
| 1993                                    | GC Erzherzog Johann | eerste editie         |             |             |                    |
| 2002                                    |                     | Alessio Bruschi       |             |             |                    |
| 2007                                    | GC Erzherzog Johann | Thomas Fournier       | 203         | -13         | Uitslag[dode link] |
| 2008                                    | GC Erzherzog Johann | Martin Wiegele po     | 204         | -12         | Uitslag[dode link] |
| 2009                                    | GC Erzherzog Johann | Claudio Blaesi        | 205         | -11         | Uitslag[dode link] |
| 2010                                    | GC Erzherzog Johann | Juan Antonio Bragulat | 199         | -17         | Uitslag[dode link] |
| Gösser Open presented by Martin Wiegele |                     |                       |             |             |                    |
| 2011                                    | GC Erzherzog Johann | Scott Henry           | 199         | -17         | Uitslag            |
| 2012                                    | GC Erzherzog Johann | 18-20 mei             |             |             |                    |

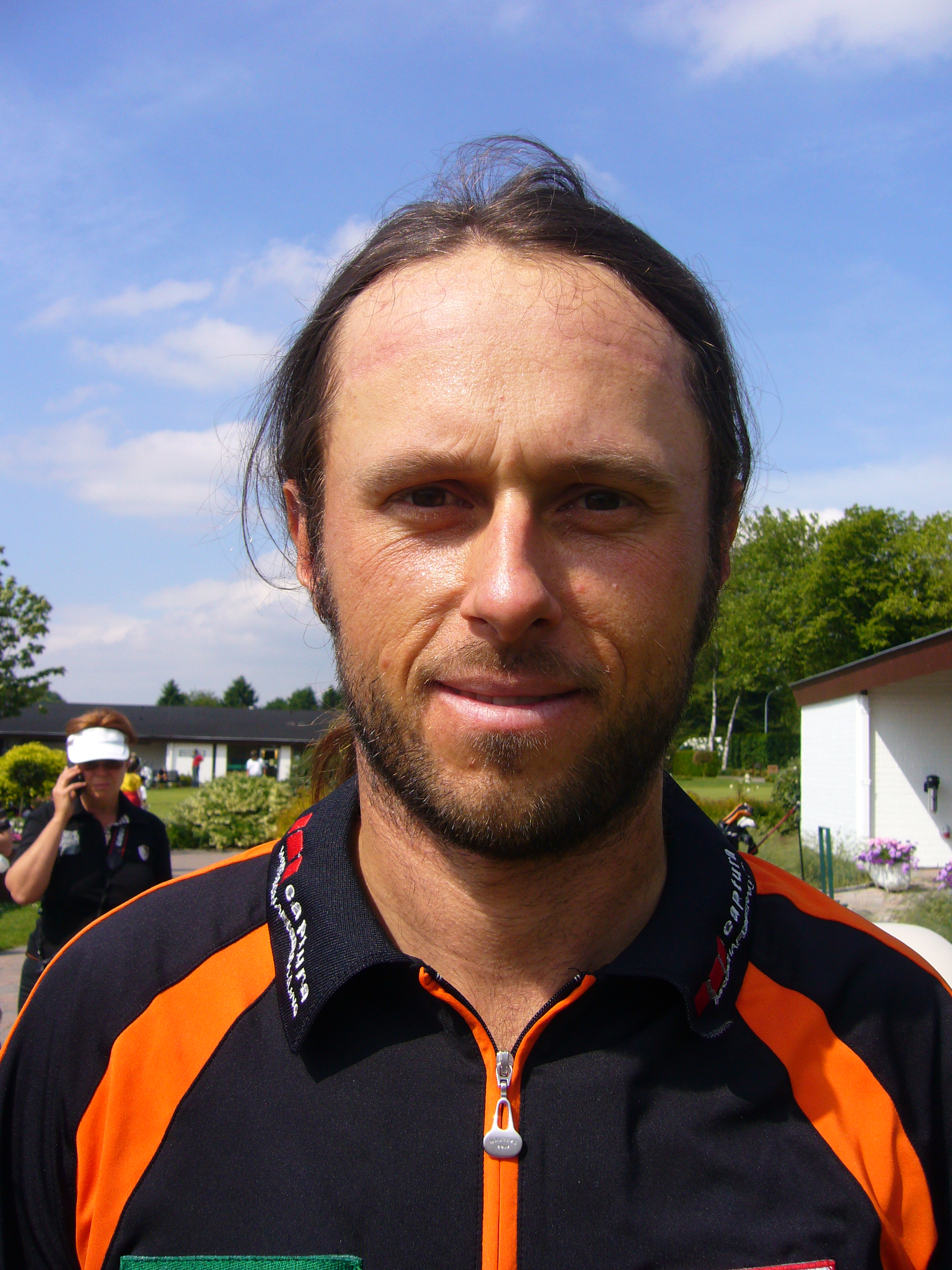
Martin Wiegele (2009)

po : In 2008 won Martin Wiegele de play-off van twee Italianen: Emanuele Lattanzi en Andrea Rota.